# Nasiternella varinervis
Nasiternella varinervis là một loài ruồi trong họ Pediciidae. Chúng phân bố ở vùng sinh thái Palearctic.